# Cisteíno protease
Cisteíno protease é um conjunto de enzimas que degradam proteínas.
As cisteíno proteases são comumente encontradas em frutas, incluindo o mamão, abacaxi, figo e kiwi; e são comuns no látex de diferentes famílias de plantas. As cisteíno proteases também desempenham várias funções indispensáveis na biologia dos organismos parasitas, além das conhecidas funções catabólicas gerais e de processamento de proteínas, essas proteases podem ser a chave para a imunoevasão do parasita, desencistamento/encistamento, e pela invasão celular de tecidos.